# Kairos
Kairos (także Kajros; stgr. Καιρός Kairós, łac. Caerus) – grecki bożek szczęśliwego trafu, okazji (zbiegu okoliczności), sprzyjającej chwili bądź (odwrotnie) utraconej bezpowrotnie możliwości. 
Wyobrażany jako łysy, jedynie z obfitą grzywką. Ktokolwiek mijany przez niego miał zaledwie krótką chwilę, mgnienie, pozwalające go uchwycić, a wraz z nim swą szczęśliwą szansę; gdy tylko Kairos przeminął, był już nieuchwytny.
Wśród niezwykle rzadkich przedstawień tego bóstwa znajduje się pochodząca z I wieku p.n.e. rzymska kopia płaskorzeźby przypisywanej Lizypowi, odnaleziona w chorwackim Trogirze. Ukazuje ona uskrzydlonego młodzieńca o bujnej grzywce, przypuszczalnie trzymającego w ręku wagę; jej replika wystawiona jest w przyklasztornym muzeum w Trogirze.